# Sangiaccato di Smederevo
Il sangiaccato di Smederevo o sangiaccato di Semendria (in turco Semendire Sancağı; in serbo Смедеревски санџак?, Smederevski sandžak), noto anche nella storiografia come il Pascialato di Belgrado (in turco Belgrad Paşalığı; in serbo Београдски пашалук?, Beogradski pašaluk), era un'unità amministrativa ottomana (sangiaccato), esistita tra il XV e l'inizio del XIX secolo. Si trovava nel territorio dell'attuale Serbia centrale, in Serbia.

## Amministrazione

### Appartenenza all'Eyalet
Nel corso della sua storia il sangiaccato venne compreso in diversi eyalet. Fece parte dell'Eyalet di Rumelia tra il 1459 e il 1541, tra il 1716 e il 1717 e ancora tra il 1739 e il 1817 (nominalmente fino al 1830). Tra il 1541 e il 1686 appartenne all'Eyalet di Budin e tra il 1686 e il 1688 e ancora tra il 1690 e il 1716 all'Eyalet di Temeșvar.

### Frontiere
Durante il governatorato di Hadji Mustafa Pascià (1793-1801), l'amministrazione fu ampliata verso est per includere l'area di Kladovo, fino ad allora parte del Sangiaccato di Vidin.

## Storia

### XV secolo
Il sangiaccato di Smederevo fu creato dopo la caduta del Despotato serbo nel 1459, e la sua sede amministrativa era Smederevo. Le fonti ottomane sottolineano una migrazione di "valacchi" (pastori) al Sangiaccato di Smederevo e in parti del Sangiaccato di Kruševac e del Sangiaccato di Vidin; nel 1476 c'erano 7.600 famiglie valacche e 15.000 famiglie contadine. Nel 1470, a causa dei combattimenti con gli ungheresi, molte aree della Serbia settentrionale rimasero deserte. Gli ottomani iniziano a colonizzare quell'area con i Valacchi come elemento militare, e tale colonizzazione comprese l'intero territorio del sangiaccato di Smederevo, la maggior parte dei sangiaccati di Kruševac e Vidin. I valacchi in quella zona provenivano dalla Bosnia, Erzegovina, Montenegro e dalla regione di Stari Vlah (İstari Eflak) nella Serbia sudoccidentale.

### XVI secolo
Dopo la conquista di Belgrado da parte dell'Impero ottomano nel 1521, la sede amministrativa del sangiaccato fu trasferita in questa città. In questo periodo in cui abbe luogo la battaglia di Mohács il sanjak-bey di Smederevo era Kučuk Bali-beg. Le campagne ottomane contro l'Ungheria nel XVI secolo ridussero una parte della popolazione che emigrò nel territorio ungherese. Secondo le registrazioni fiscali del 1476 e del 1516 circa il 17% dei villaggi furono abbandonati. Gli ottomani reinsediarono le terre abbandonate con le popolazioni del distretto vicino che erano per lo più gruppi valacchi semi-nomadi provenienti dall'area della Bosnia, Erzegovina, Montenegro e Stari Vlah in Serbia. I valacchi costituivano il 15% della popolazione di Smederevo nel 1516. Secondo Noel Malcolm nei defter ottomani del XVI secolo, nell'area di Smederevo c'erano circa 82.000 famiglie per lo più valacchi. Benedikt Kuri-pečič nel XVI secolo notò che i serbi (ortodossi) "che si chiamavano Valacchi" si trasferirono da Smederevo e Belgrado alla Bosnia e fecero parte dei tre popoli abitanti della Bosnia insieme ai turchi (musulmani) e ai vecchi bosniaci (cattolici).

### XVIII secolo

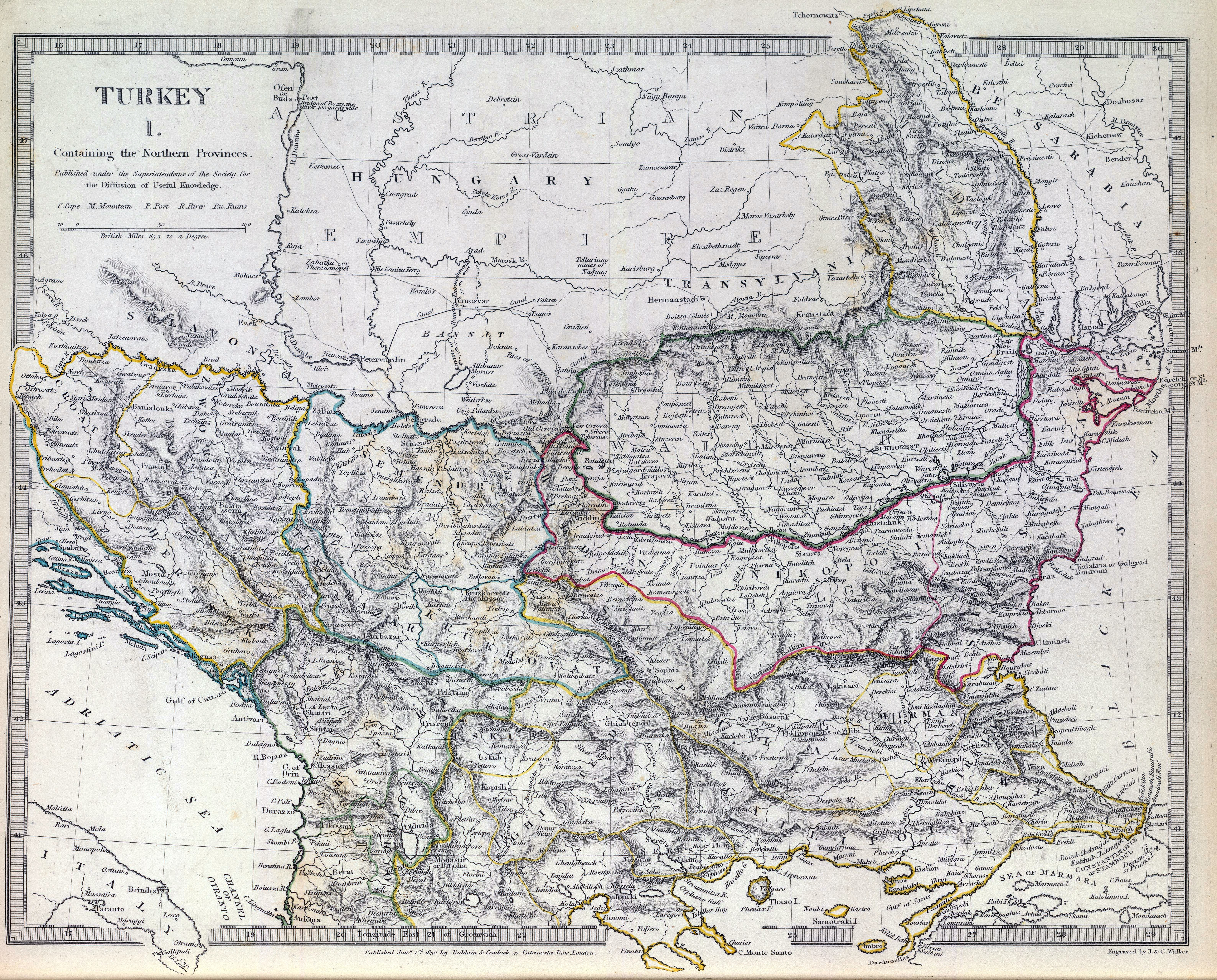
Il Sangiaccato di Semendri (Smederevo) raffigurato entro i confini del 1829 dell'impero ottomano. A quel tempo, al Sangiaccato era succeduto il Principato autonomo di Serbia.

Il sangiaccato fu occupato dalla monarchia asburgica come Regno di Serbia (1718-1739), ma con il Trattato di Belgrado, l'area fu ceduta all'Impero ottomano. Belgrado, il centro della regione sotto il dominio austriaco, era trascurata sotto gli ottomani e Smederevo (Semendire) era il centro amministrativo. Tuttavia, Belgrado alla fine divenne la sede di un pascià con il titolo di visir e il sangiaccato (sanjak) iniziò a essere chiamato Pascialato di Belgrado, sebbene venisse ancora chiamato sangiaccato di Smederevo nei documenti ufficiali.
Nel 1788, la ribellione di frontiera di Koča vide la Šumadija orientale occupata dia freikorps e dagli aiduchi serbi austriaci. Dal 1788 al 1791, Belgrado fu di nuovo sotto il dominio austriaco dopo la ribellione di Koča. L'assedio di Belgrado dal 15 settembre all'8 ottobre 1789 vide una forza austriaca asburgica assediare la fortezza di Belgrado. Gli austriaci tennero la città fino al 1791 quando la riconsegnarono agli ottomani secondo i termini del trattato di Sistova.
Nel 1793 e nel 1796 il sultano Selim III proclamò i firmani che diedero maggiori diritti ai serbi. Inoltre, le tasse dovevano essere riscosse dagli obor-knez (duchi) e furono garantite la libertà di commercio e di religione stabilendo la pace. Selim III decretò anche che alcuni giannizzeri impopolari dovessero lasciare il pascialato di Belgrado poiché li considerava una minaccia per l'autorità centrale di Hadji Mustafa Pascià . Molti di quei giannizzeri vennero impiegati o trovarono rifugio presso Osman Pazvantoğlu, un avversario rinnegato del sultano Selim III nel Sangiaccato di Vidin. Temendo lo scioglimento del comando giannizzero nel Sangiaccato di Smederevo, Osman Pazvantoğlu lanciò una serie di incursioni contro i serbi senza il permesso del sultano Selim III, causando molta instabilità e paura nella regione. Pazvantoğlu fu sconfitto nel 1793 dai serbi nella battaglia di Kolari.
Nell'estate del 1797 il sultano nominò Mustafa Pasha sulla posizione di beirlerbei dell'Eyalet di Rumelia e lasciò la Serbia per Plovdiv per combattere contro i ribelli di Vidin di Pazvantoğlu. Durante l'assenza di Mustafa Pasha, le forze di Pazvantoğlu catturarono Požarevac e assediarono la fortezza di Belgrado. Alla fine di novembre 1797 gli obor-kneze Aleksa Nenadović, Ilija Birčanin e Nikola Grbović di Valjevo portarono le loro forze a Belgrado e costrinsero i giannizzeri assedianti a ritirarsi a Smederevo. Nel 1799 i corpi dei giannizzeri erano tornati, graziati per decreto del Sultano, e immediatamente sospesero l'autonomia serba e aumentarono drasticamente le tasse, imponendo la legge marziale in Serbia.
Il 15 dicembre 1801, il popolare visir di Belgrado Hadji Mustafa Pascià, un fidato alleato di Selim III, fu assassinato da Kučuk Alija. Alija era uno dei quattro principali dahije, comandanti giannizzeri che si opponevano alle riforme del Sultano. Ciò portò il sangiaccato di Smederevo ad essere governato da questi giannizzeri rinnegati indipendentemente dal governo ottomano. Diversi capi distrettuali furono assassinati nella strage dei knez il 4 febbraio 1804 dai giannizzeri rinnegati. Ciò scatenò la prima rivolta serba (1804-1813), la prima fase della rivoluzione serba . Nonostante la soppressione della rivolta nel 1813 e la rivolta di Hadži Prodan nel 1814, la seconda rivolta serba guidata dal duca Miloš Obrenović riuscì con la creazione del Principato di Serbia semi-indipendente nel 1817 (confermato con il firmano da Mahmud II nel 1830). Fu ottenuta l'indipendenza nel 1878 dal Trattato di Santo Stefano e il principato si evolse nel Regno di Serbia nel 1882. Questo segnò la fine del sangiaccato.

## Dati demografici
La maggior parte dei musulmani di lingua slava (chiamati nella storiografia "serbo-musulmani") nel Pascialato di Belgrado erano immigrati. Questi erano per lo più abitanti del villaggio, ma anche feudatari, soldati, funzionari e alcuni erano tra le più alte classi sociali, nell'amministrazione.
La proporzione dei musulmani diminuì notevolmente alla fine del XVII e nella prima metà del XVIII secolo, dopo un grande afflusso di serbi (cristiani) dai territori periferici, per lo più dalle aree dinariche.

## Economia
Il sanjak di Smederevo era uno dei sei sanjak ottomani con la cantieristica navale più sviluppata (oltre ai sangiaccati di Vidin, Nicopoli, Požega, Zvornik e Mohač).

## Governatori
- Ali Bey Mihaloğlu (1462–1507)
- Hadım Sinan Pasha (1507-1513)
- Kučuk Bali-beg Jahjapašić (dopo il 1521, prima del 1526)
- Hadzi Mustafa Pascià (1793–1801)
- Bekir Pascià (1804)
- Solimano Pascià (1813–15)
- Marashli Ali Pascià (1815–17)